# Введенский храм (Чекалин)
Церковь Введения во храм Пресвятой Богородицы — приходской храм Белёвской епархии Русской православной церкви. Расположен в городе Чекалине Суворовского района Тульской области России. Единственный храм Чекалина, сохранившийся до наших дней.
В 1969 году объявлен памятником градостроительства и архитектуры регионального (областного) значения.

## История
Строительство храма началось в 1821 году благодаря усердию прихожан и инициативе помещика С. П. Ртищева. Однако регулярные богослужения начались намного позже, в 1835 году.
В 1937 году советские власти закрыли храм. Колокола сорвали, а колокольню разрушили. Здание церкви было переделано и приспособлено под мастерскую.
Только в 1988 году храм передали Тульской епархии и началось его восстановление. С 12 июля 1989 года снова началось регулярное богослужение в храме.

## Архитектура
Кирпичный храм в стиле позднего классицизма. Высокий четверик с полукруглой апсидой увенчан купольной ротондой.

## Современное состояние
Храм расположен по адресу 301414, Россия, Тульская область, Суворовский район, город Чекалин, ул. Спас-Введенская, д. 52-а.
По состоянию на 2021 год храм действует. Настоятель — протоиерей Анатолий Васильевич Дудин.